# Fedra (película de 1956)
Fedra es una película española de 1956 basada en el mito griego de Fedra (hija de Minos y Pasífae), según la obra de Séneca, dirigida por Manuel Mur Oti y con actuación de Emma Penella, Enrique Diosdado y Vicente Parra.
Mur Oti muestra la eterna vigencia del relato trágico y el mito ambientándolo en un contexto inmortal a la vez que contiene rasgos contemporáneos enmarcados en los años cincuenta, en un pueblo de pescadores de Levante; con ello logra un gran clímax emocional, donde la protagonista Emma Penella derrocha sensualidad dentro de una sociedad oscurantista y tremendamente cerrada.

## Argumento
En un pequeño pueblo de pescadores vive Estrella, una joven indomable requerida de amores por todos los hombres del pueblo, a quienes siempre rechaza. Al pueblo llega un día un rico armador, Juan, que se enamora de ella y honestamente le pide matrimonio, pero esperará hasta que ella le quiera. Pasados los días llega al pueblo un muchacho del que Estrella se enamora perdidamente: Fernando (el Hipólito del mito griego), hijo del rico armador. Naturalmente Estrella no es correspondida y al enterarse de que Fernando es hijo de Juan, para estar cerca de él tiene la mala idea de casarse con su padre. La convivencia se hace insoportable y una noche en la que Juan ha salido con su flota pesquera y sopla un incesante y enloquecedor viento de levante, Estrella le confiesa a Fernando toda la verdad. Este huye cobardemente y ella le persigue. Las viejas brujas del pueblo lo ven todo. Estrella alcanza a Fernando y este la golpea sádicamente con una fusta.
Cuando Juan vuelve con sus barcos ve las heridas de Estrella y obliga a su hijo a embarcarse y salir en medio del temporal. Fernando cae al agua y se ahoga. Las viejas brujas del pueblo culpan a Estrella de esa muerte y la persiguen por los acantilados, pero ella logra escapar. A la mañana siguiente ve el cadáver de Fernando flotando en el mar, nada hasta él y lo arrastra con ella a las profundidades del océano.

## Reparto
| - Emma Penella es Estrella. - Enrique Diosdado es Don Juan. - Vicente Parra es Fernando. - Manuel de Juan es Matías. - Raúl Cancio es Vicente. - Rafael Calvo es Pedro. | - Porfiria Sanchiz - Alfonso Rojas - Ismael Elma - Xan das Bolas - Mariano del Cacho - José Riesgo |

## Premios
Emma Penella obtuvo la Medalla del Círculo de Escritores Cinematográficos a la mejor actriz por su interpretación.